# Arthur Wesley Dow
Arthur Wesley Dow (Ipswich, 6 aprile 1857 – New York, 13 dicembre 1922) è stato un pittore, incisore e fotografo statunitense, famoso per i suoi insegnamenti sulla composizione nell'arte. La sua influenza come docente segnò diverse generazioni di artisti. Dow è noto anche per i suoi contributi artistici e culturali nel movimento Arts & Crafts.

## Biografia

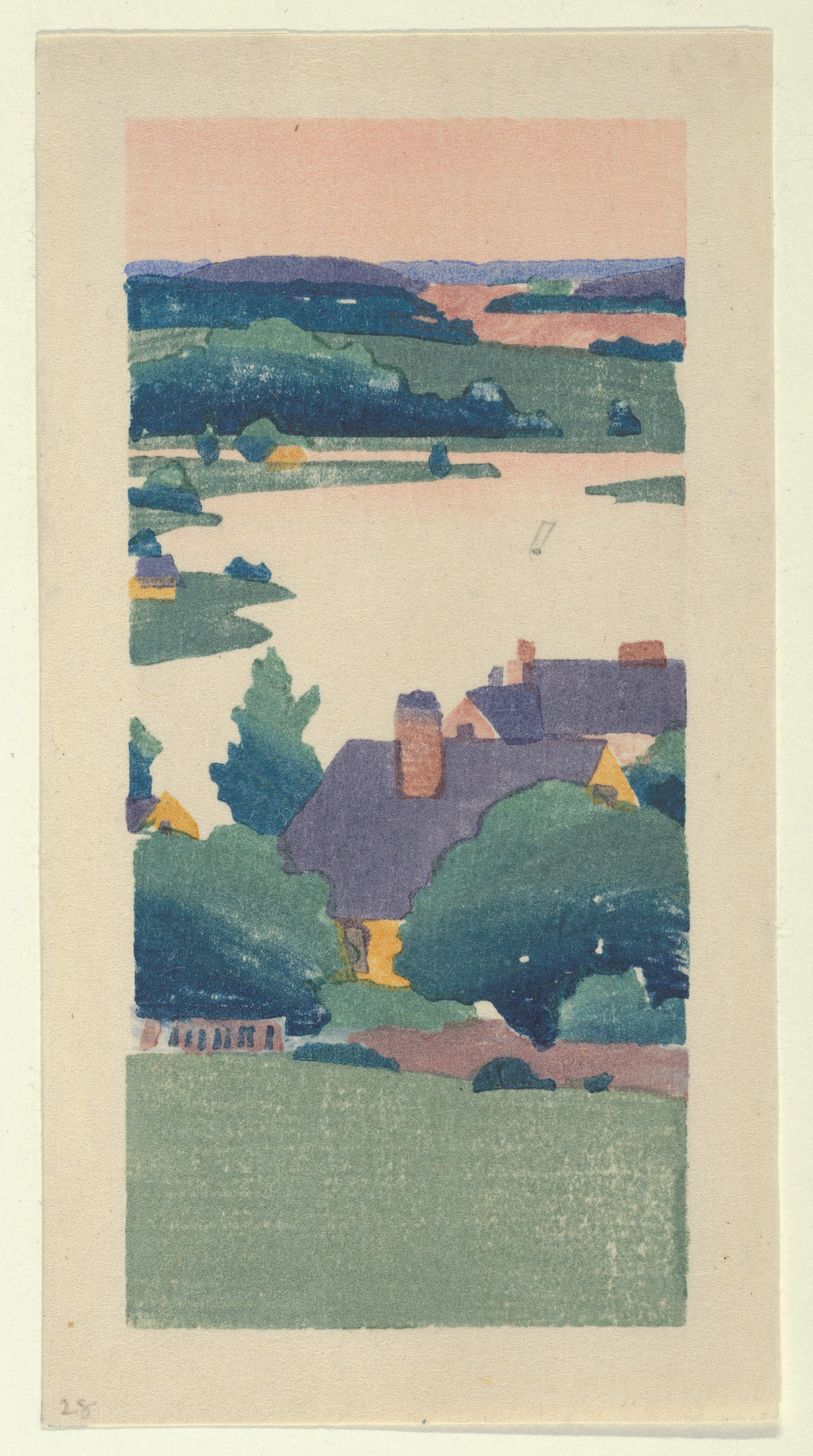
Veduta di Ipswich

Arthur Wesley Dow nacque in una cittadina del Massachusetts. Già prima di ricevere un'educazione artistica egli faceva degli schizzi di case storiche presenti nei dintorni di Ipswich e, dal 1880, collaborò con le sue illustrazioni ad una rivista mensile locale. Nel 1881 divenne apprendista nell'atelier del pittore James M. Stone, a Boston, dove fece la conoscenza di Minnie Pearson. Tredici anni dopo Minnie divenne sua moglie.
Nel 1884 Arthur si recò a Parigi per studiare con Jules Lefebvre e Gustave Boulanger nell'Académie Julian. Seguì anche dei corsi serali all'École nationale des arts décoratifs, e trascorse intere estati in Bretagna a Pont-Aven, con la comunità di artisti che vi si era formata. Lì incontrò Paul Gauguin e Émile Bernard e dipinse paesaggi en plein air. A Parigi espose una parte dei suoi lavori, in particolare il quadro intitolato Au Soir, un paesaggio del 1888 che ricevette una menzione d'onore all'Expo del 1889. 
Nello stesso anno Dow rientrò negli Stati Uniti e si stabilì a Boston. Eseguì qualche manifesto e, frequentando la biblioteca pubblica della città, scoprì le opere dal pittore giapponese Hokusai. Inoltre, visitando spesso il Museo di belle arti di Boston, conobbe e divenne grande amico del Conservatore del dipartimento di Arte Asiatica Ernest F. Fenollosa. Cominciò così ad eseguire delle incisioni in legno (xilografie) in cui si coniugavano l'estetica orientale e quella dell'occidente. La maggior parte di queste incisioni raffigurano dei paesaggi della costa atlantica a Nord di Boston.
Dow fu altresì un grande ammiratore del movimento Arts & Crafts, ed eseguì lui stesso ogni fase del processo d'incisione, dalla concezione sino alla stampa. Questo metodo lo distingueva nettamente dagli artisti giapponesi che invece si concentravano unicamente sull'ideazione dell'opera, lasciando il resto del lavoro di produzione e di stampa ai loro assistenti. In seguito, quando insegnò ai suoi allievi l'arte dell'incisione su legno, Dow insistette sempre affinché essi eseguissero tutti i passaggi del procedimento con pazienza e con attenzione ai dettagli dell'opera.

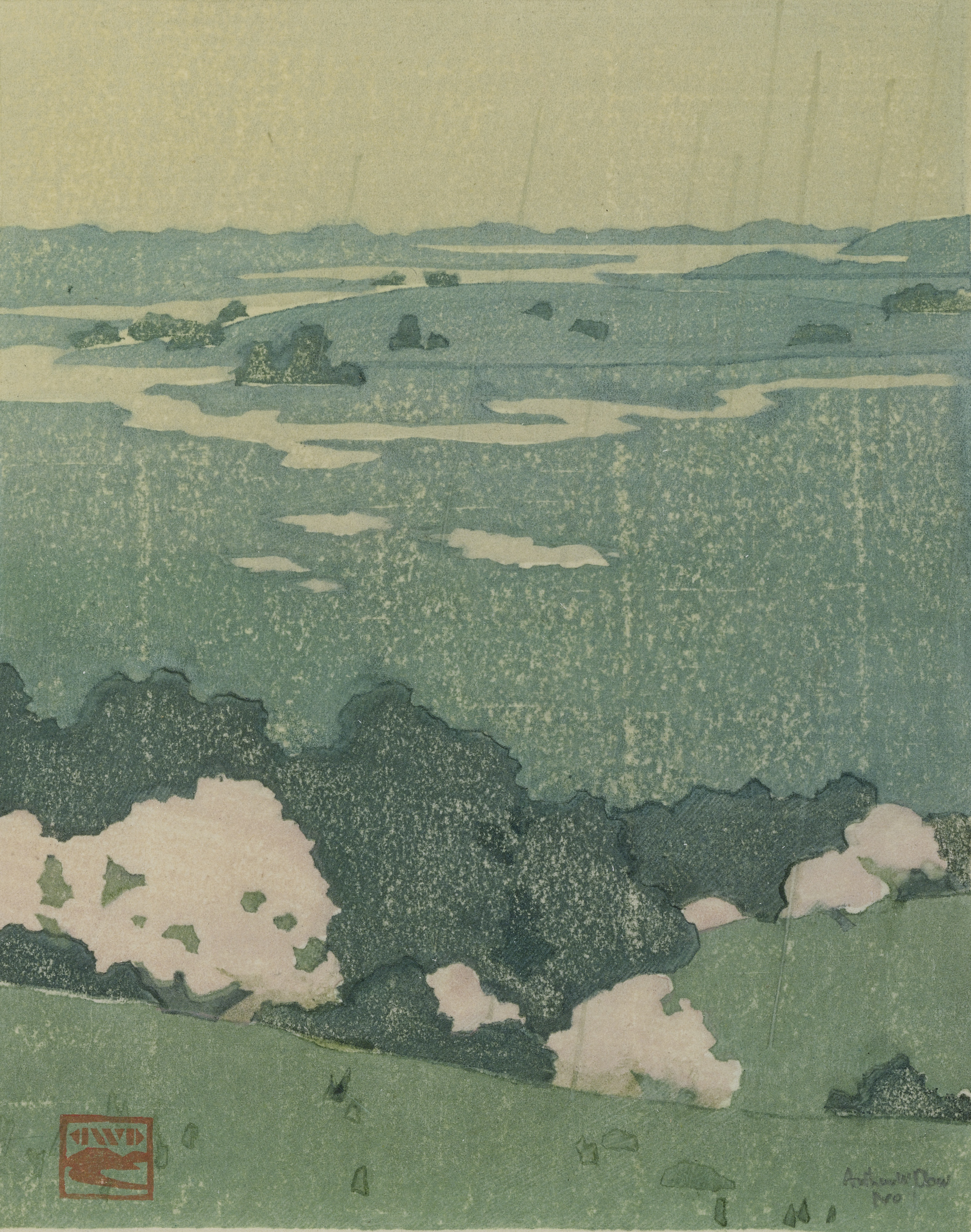
Pioggia di Maggio

Nel 1891 Dow si dedicò all'insegnamento. Aprì a Ipswich una Scuola, e tenne dei corsi estivi utilizzando i locali di una casa che, tempo addietro, era stata dello scrittore Ralph Waldo Emerson. Questa scuola, che egli diresse assieme a sua moglie sino al 1907, offriva corsi di fotografia, di pittura, di disegno tessile, di ceramica per vasellame e di altre attività artigianali e artistiche. Fra gli artisti che frequentarono la scuola di Dow e che divennero famosi vi fu anche il fotografo Alvin Langdon Coburn. Dow studiò al Museo di belle arti in stretta collaborazione con Fenollosa, al punto che nel 1893 fu nominato Conservatore aggiunto. Due anni dopo fu chiamato ad insegnare all'Istituto Pratt di Brooklyn, dove rimase fino al 1904. Suoi allevi, fra gli altri, furono Max Weber per la pittura e Gertrude Käsebier per la fotografia. Dal 1897 al 1903 insegnò anche all'Art Students League di New York.
Nel 1899, Dow diede alle stampe il suo testo fondamentale: Composition. L'opera consiste in una serie di esercizi sulla struttura artistica, destinati sia agli studenti che ai docenti. Essa è diventata un manuale-chiave dell'insegnamento artistico negli Stati Uniti e descrive i principi della composizione: la linea, il volume e il colore. Il libro spinge gli studenti a cercare l'ispirazione nella natura. Dow sosteneva che l'arte non è affatto un problema di imitazione o di copia, quanto piuttosto una espressione e una creazione personale realizzata grazie ad una composizione armonica, fondata su delle linee semplici, sull'equilibrio fra le masse chiare o scure e sui colori.

Dopo un anno di viaggi, durante il quale visitò Tokyo e Kyoto, nel 1904 Dow fu nominato professore d'arte e direttore del dipartimento di belle arti dal Teachers College dell'Università Columbia. Conserverà quest'incarico fino alla morte.
Nel 1914, trascorsa l'estate nella sua scuola a Ipswich, Dow incontrò la pittrice Georgia O'Keeffe nel Teachers College e seppe che ella si era iscritta per perfezionare i suoi studi con lui. Questo episodio, e lo stesso contatto con la O'Keeffe, ebbero una profonda influenza sulla sua considerazione verso l'astrattismo e sull'accostamento alla composizione.
Arthur Wesley Dow morì a New York nel 1922 a sessantacinque anni. La sua figura di maestro, di teorico e d'insegnante resta fondamentale nella storia dell'arte americana, sino a porre in secondo piano la sua fama di pittore. 
Dow continuò peraltro a dipingere, a disegnare, a lavorare sulla fotografia e l'incisione su legno, così come ad insegnare a scrivere per tutta la vita: fu quindi un docente stimato e ammirato di fama internazionale. Tenendo conto del numero di allievi che egli formò durante diversi decenni e del fatto che il suo libro Composizione venne riedito ben venti volte durante più di quaranta anni, e che fu utilizzato nelle scuole d'arte sino agli anni 1970, l'influenza di Dow sull'arte americana del XX secolo è stata certamente considerevole. La sua filosofia dell'arte e del disegno è stata insegnata a quasi cinque generazioni di artisti.
Dopo la sua scomparsa l'opera di Dow ha conosciuto un'affermazione crescente, come anche la sua produzione pittorica: nel 1977 la Collezione nazionale di belle arti ha allestito una mostra retrospettiva dei suoi quadri presso lo Smithsonian American Art Museum. Venticinque anni dopo sono state realizzate anche diverse mostre sulla sua attività di fotografo, che, sino ad allora, era rimasta assai poco nota.

## Opere

### Libri
- Arthur Wesley Dow, Theory and Practice of Teaching Art, Teachers College, Columbia University, 1912.
- Arthur Wesley Dow, Constructive Art-Teaching, in Teachers College Bulletin, Columbia University, Gennaio 1913.
- Arthur Wesley Dow, A Course in Fine Art, in Bulletin of the College Art Association of America, vol. 1, n. 4, Settembre 1918. Ospitato su HathiTrust.
- Arthur Wesley Dow, Composition:A Series of Exercises in Art Structure for the Use of Students and Teachers, Doubleday, Page & Company, 1920.

## Galleria d'immagini

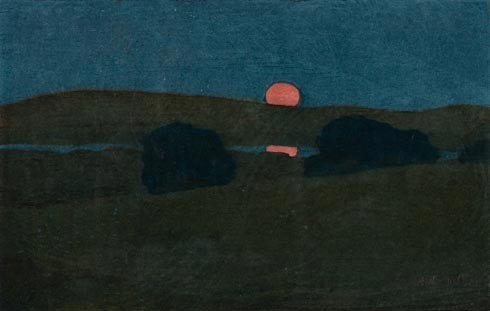
Luna d'agosto
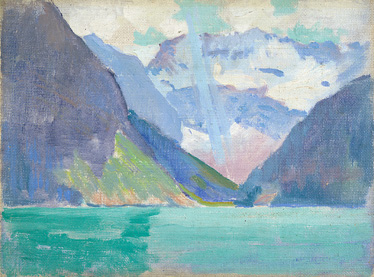
Lake Louise (Alberta, Canada), 1919
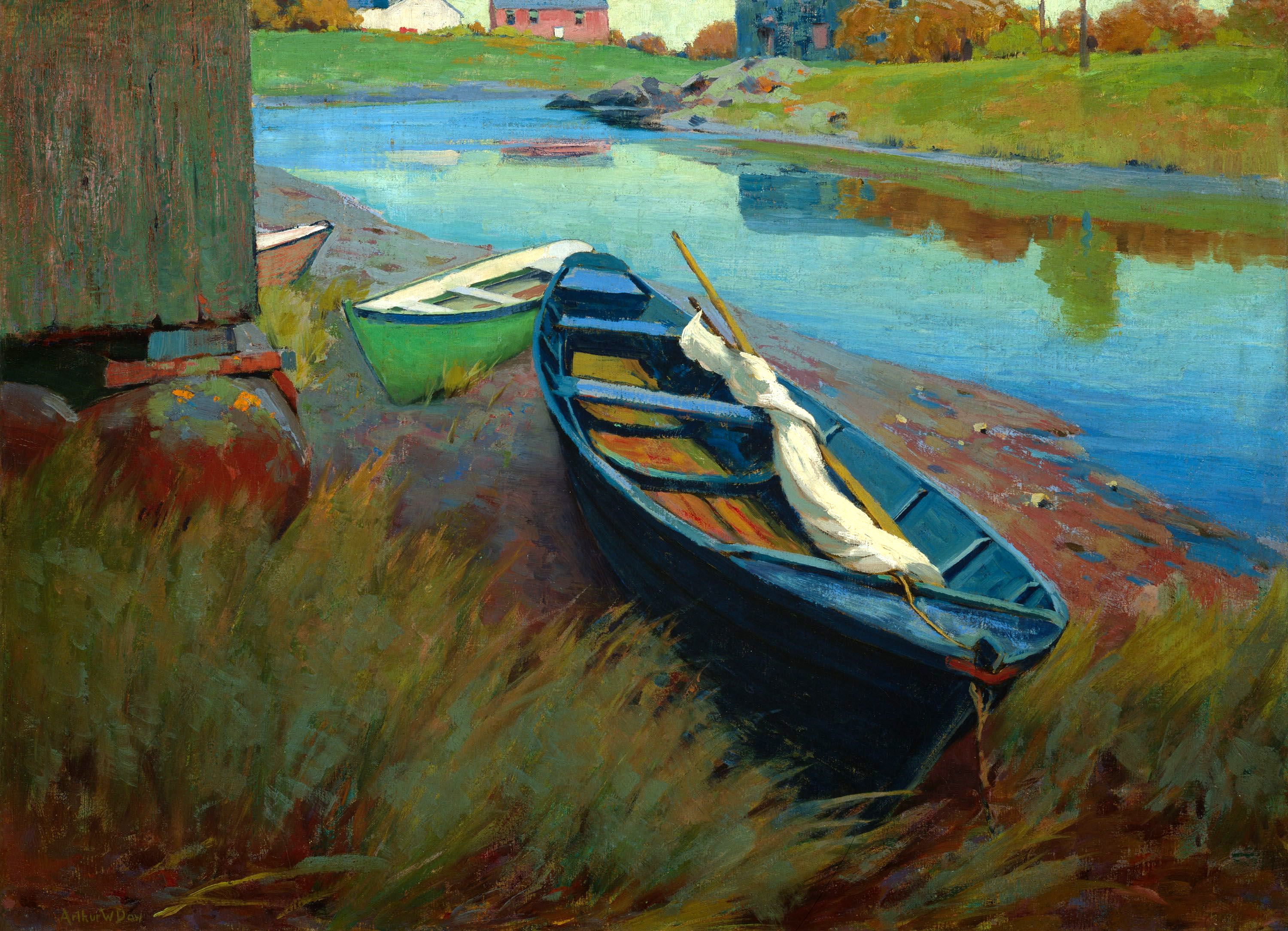
Barche in secca, 1895
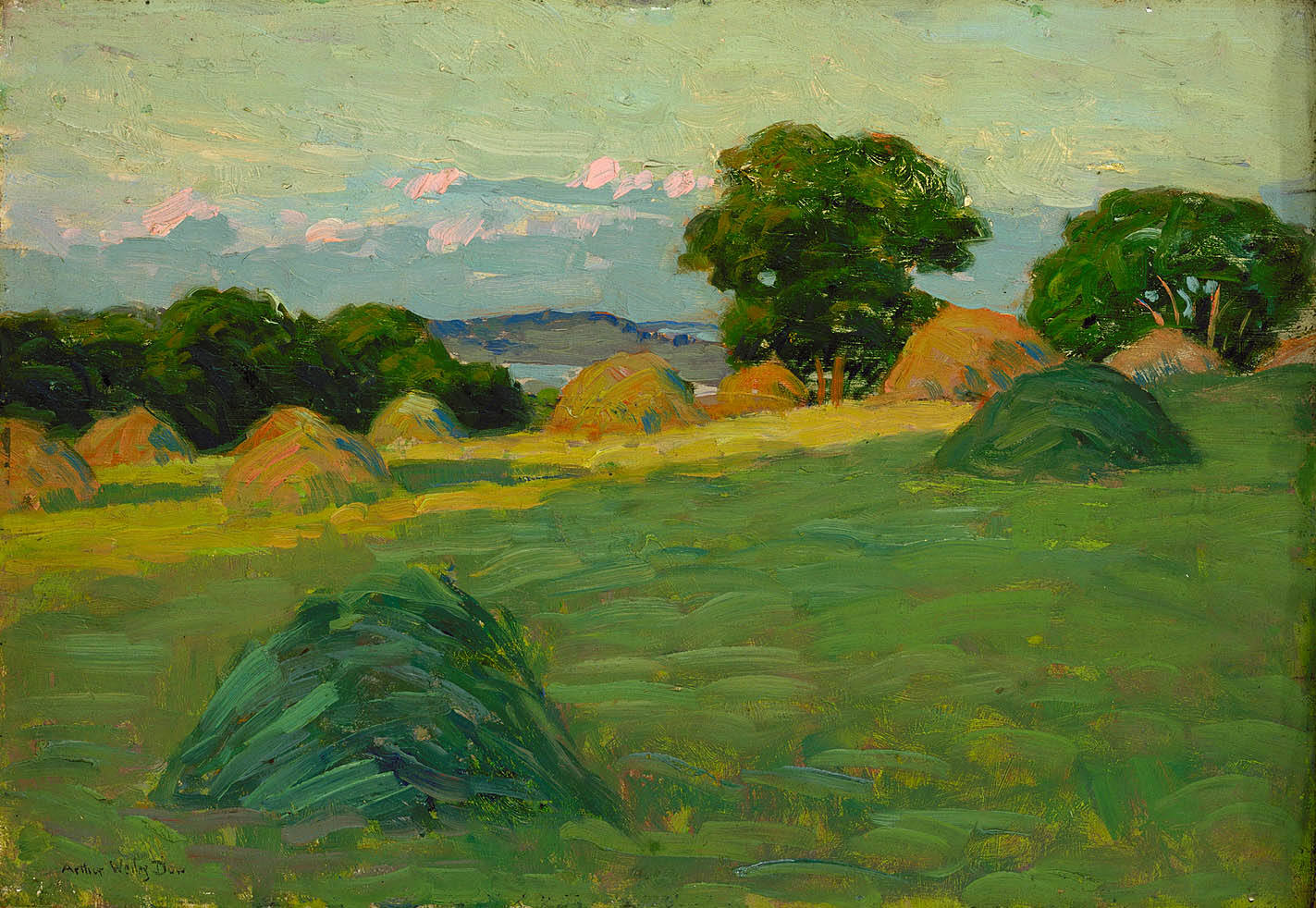
I prati sulla collina
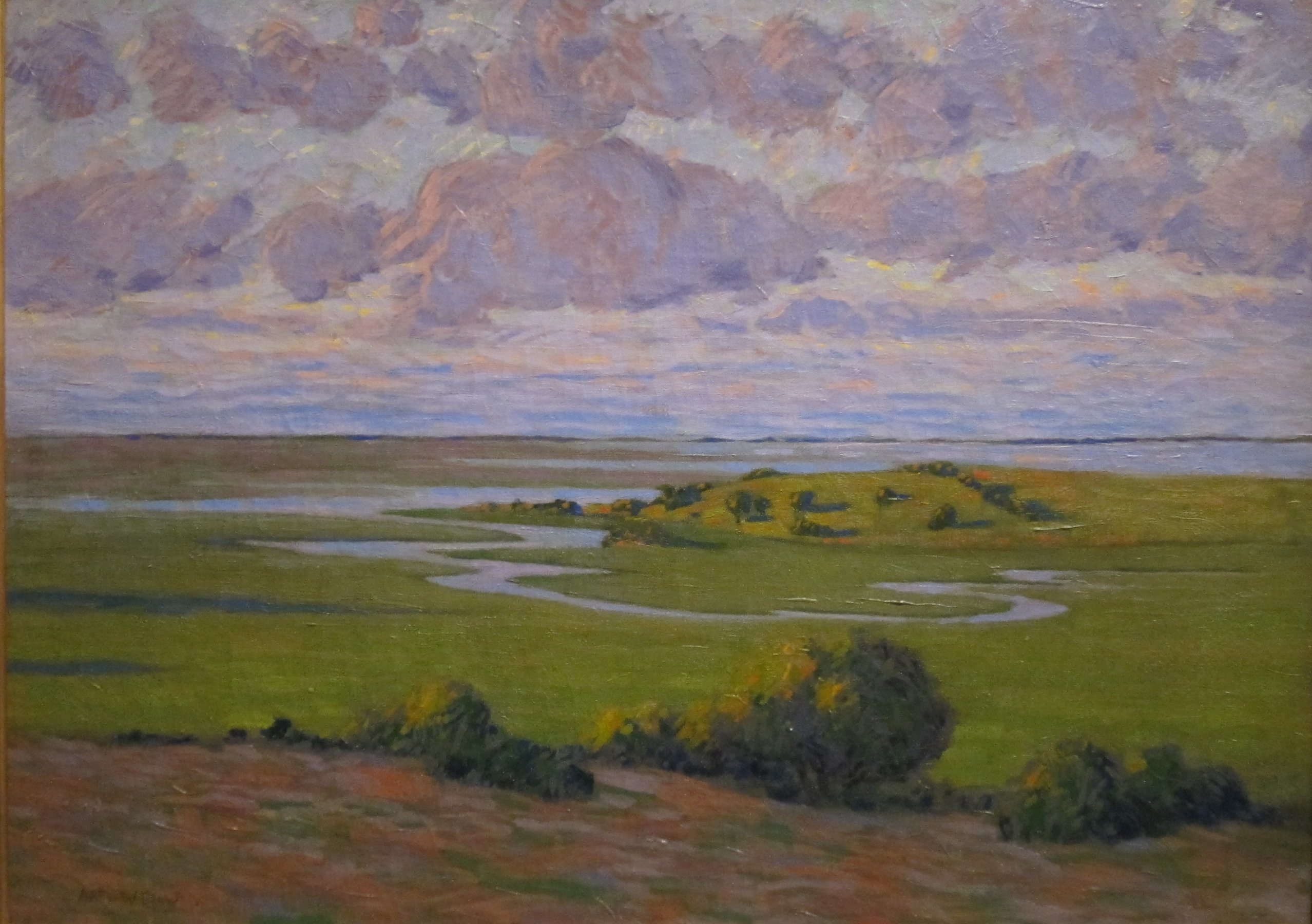
La lavanda e i prati
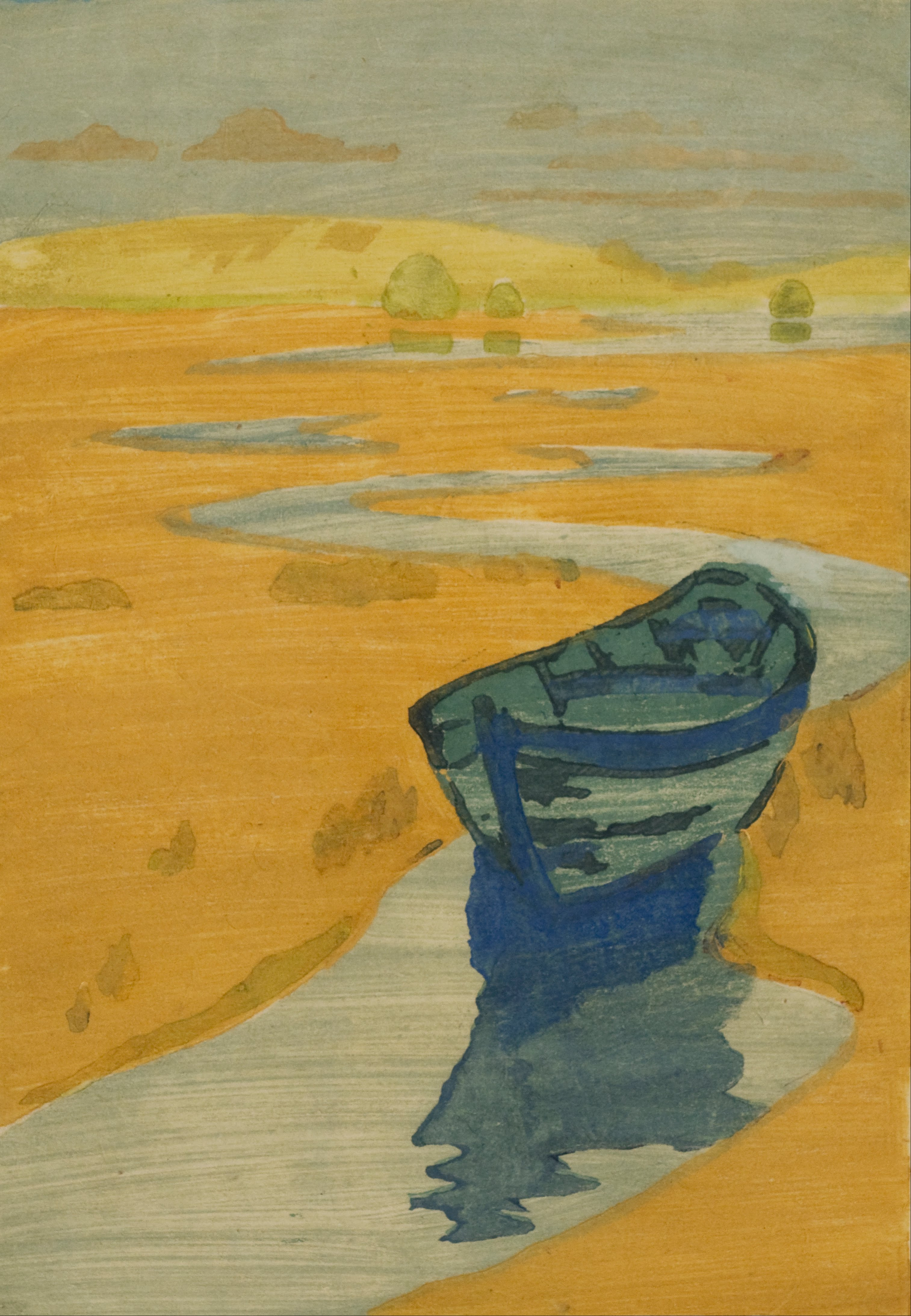
L'ultima barca
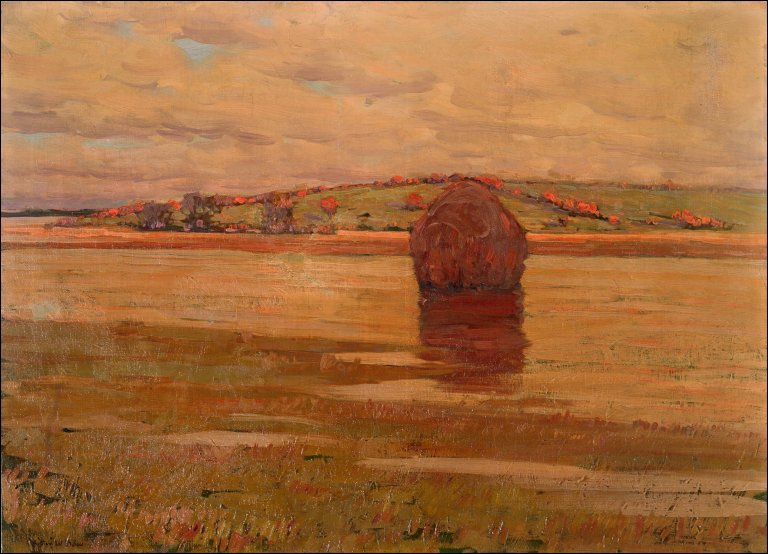
La collina oltre la palude